# 新傍花站
新傍花站（：／ Sinbanghwa yeok */?）是首爾地鐵9號線沿線的一座地下車站，位於韓國首爾特別市江西區傍花1洞。

## 車站結構
站體為2面2線側式月台的地下車站，候車月台設有月台幕門，並有8處出口。
本站無法轉乘對向列車。

### 月台配置
| 機場市場 ↑ |
| \| 上      |
| ↓ 麻谷渡口 |

| 月台 | 路線           | 目的地                                                                 |
| ---- | -------------- | ---------------------------------------------------------------------- |
| 上行 | ●首爾地鐵9號線 | 機場市場、金浦機場、開花方向                                           |
| 下行 | ●首爾地鐵9號線 | 加陽、鷺梁津、新論峴、綜合運動場、石村、奧林匹克公園、中央報勳醫院方向 |

## 歷史
- 2009年7月24日：落成啟用。

## 車站周邊
- 長登公園
- 傍花Ssamzie公園
- 開花派出所
- 首爾機場初等學校
- 機場中學

## 相鄰車站
首爾市地鐵9號線
●首爾地鐵9號線
一般
機場市場（903）－新傍花（904）－麻谷渡口（905）